# 彭格拉齊鄉

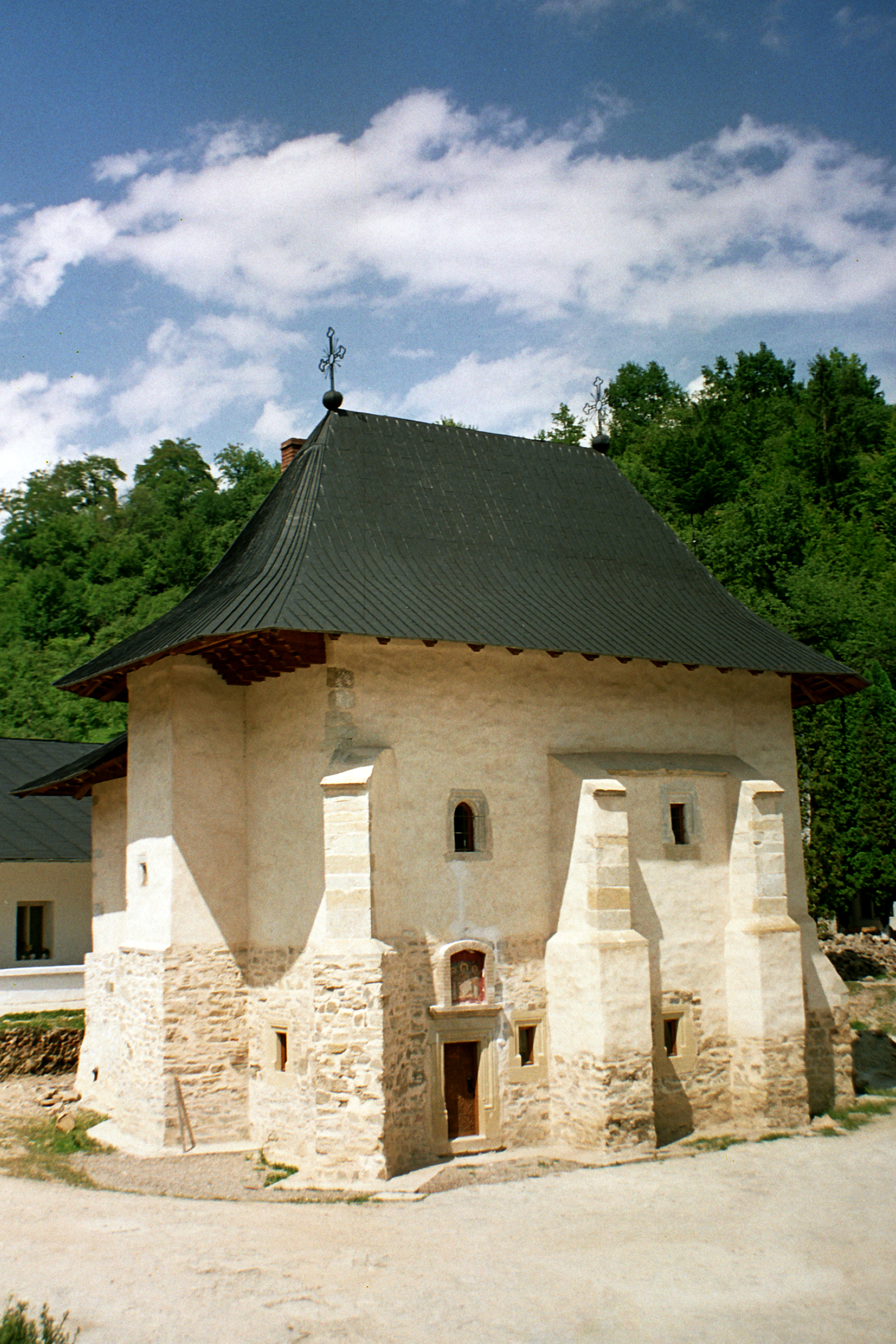

46°56′N 26°09′E / 46.933°N 26.150°E
彭格拉齊鄉（羅馬尼亞語：Comuna Pângărați, Neamț），是羅馬尼亞的鄉份，位於該國東北部，由尼亞姆茨縣負責管轄，面積122平方公里，海拔高度383米，2007年人口5,126，人口密度每平方公里42人。